# Kanton Marnay
Marnay is een kanton van het Franse departement Rhône. Het kanton maakt deel uit van het arrondissement Vesoul.

## Gemeenten
Het kanton Marnay omvatte tot 2014 de volgende 18 gemeenten:
- Avrigney-Virey
- Bay
- Beaumotte-lès-Pin
- Bonboillon
- Brussey
- Chambornay-lès-Pin
- Charcenne
- Chenevrey-et-Morogne
- Courcuire
- Cugney
- Cult
- Étuz
- Hugier
- Marnay (hoofdplaats)
- Pin
- Sornay
- Tromarey
- Vregille

Bij de herindeling van de kantons door het decreet van 17 februari 2014 met uitwerking op 22 maart 2015 werden daar de volgende 32 gemeenten, afkomstig van de opgeheven kantons Gy en Pesmes, aan toegevoegd:
- Arsans
- Autoreille
- Bard-lès-Pesmes
- Bonnevent-Velloreille
- Bresilley
- Broye-Aubigney-Montseugny
- Bucey-lès-Gy
- Chancey
- Chaumercenne
- Chevigney
- Choye
- Citey
- Gézier-et-Fontenelay
- La Grande-Résie
- Gy
- Lieucourt
- Malans
- Montagney
- Montboillon
- Motey-Besuche
- Pesmes
- La Résie-Saint-Martin
- Sauvigney-lès-Pesmes
- Vadans
- Valay
- Vantoux-et-Longevelle
- Velleclaire
- Vellefrey-et-Vellefrange
- Velloreille-lès-Choye
- Venère
- Villefrancon
- Villers-Chemin-et-Mont-lès-Étrelles